# Беспрозванный, Израиль Моисеевич
Израиль Моисеевич Беспрозванный (1884—1952) — советский учёный-металловед; основоположник современной теории резания металлов, в 1951 году предложил метод определения стойкости режущего инструмента, установил рациональные параметры режущей части. Лауреат Сталинской премии третьей степени (1943).

## Биография
Родился 2 октября 1884 года[по какому календарю?] в Галиче Костромской губернии.
В 1904 году окончил Костромское реальное училище и в 1905 году поступил механическое отделение ИМТУ, которое окончил в 1911 году. До 1914 года работал в Соединенных Штатах Америки у Ф. Тейлора.
После возвращения в Россию работал инженером на Сормовском заводе, затем — техническим директором завода «Магнето».
С 1925 года работал в Оргметалле, где создалл лабораторию резания металлов. В 1929 году был командирован в Германию для изучения вопросов, связанных с испытанием станков и инструментов. После возвращения был назначен заведующим лабораторией резания металлов КрМММИ (Краснознаменный московский механико-машиностроительный институт им. Н. Э. Баумана, в настоящее время – МГТУ), созданной ещё в 1909 году в ИМТУ. В том же году на основе лаборатории была создана кафедра «Резание металлов» с «Лабораторией рациональной обработки металлов», которыми Беспрозванный руководил до 1950 года. В 1935 году ему было присвоена степень кандидата технических наук, а в 1940 году — одновременно, степень доктора технических наук и звание профессора.
Разработал основы теории резания металлов, заложил основу для разработки нормативов режимов резания металлов и оптимизации геометрии режущих элементов для всех видов режущих инструментов.  Был членом комиссии по резанию металлов, организованной по указанию наркома Г. К. Орджоникидзе и возглавляемой крупным специалистом в области металлообработки Е. П. Надеинской. Исследования Беспрозванного и его сотрудников по проблеме стойкости металлорежущего инструмента имели настолько эффективный практический выход, особенно для оборонной промышленности в годы войны.
Скончался в 1952 году. Похоронен на Введенском кладбище (участок № 3).

## Награды и премии
- орден Красной Звезды (1942)
- Сталинская премия третьей степени (1943) — за разработку инструментальной геометрии режущего инструмента, дающего значительное повышение производительности металлорежущих станков